# Култура Абхазије
Абхазија је предмет територијалног спора између Грузије и самопроглашене Републике Абхазије. Власти Абхазије сматрају Абхазију независном републиком, док је власти Грузије сматрају аутономном републиком у саставу Грузије и оспоравају јој независност.
Абхазија (абх. Аҧсны Apsny, груз. აფხაზეთი Apkhazeti или Abkhazeti, рус. Абха́зия Abkhazia) је де факто независна, дјелимично призната земља која лежи на источној обали Црног мора, њеној јужној граници. Граничи се са Русијом на сјеверу и Грузијом на истоку. На југоистоку окупациона линија пролази дуж административне границе региона Самегрело-Земо Сванети. Абхазију као државу признају Русија, Никарагва, Венецуела и де факто независне републике Јужна Осетија и Придњестровље, у ком контексту се назива Република Абхазија са Сухумијем као главним градом.
Аутономна Република Абхазија (афкх. Аҧсни, Апсни) налази се у северозападном региону Грузије, у историјској и модерној Западној Грузији, заузима 8,7 хиљада квадратних километара, подручје између ријека Енгури и Псоу.
Насеље грузијских племена на источној обали Црног мора основано је у првом вијеку п. н. е. У VI-V миленијуму п. н. е., трагови људског живота на територији Абхазије су археолошки потврђени из периода доњег палеолита (насеље Јаштва). Било је то већ у првом вијеку п. н. е. Од четвртог миленијума п. н. е., у Абхазији су развијени не само пољопривреда и сточарство, већ и производња керамике, прерада камена, бакра и бронзе. Од другог миленијума п. н. е., сачувани су многи долмени. Археолошки материјал добијен на овом подручју прије антике извештава да постоји заједничка Колхида. Унутар ове велике културе, стручњаци закључују да су одвојене регионално-локалне варијанте издвојене, али у цјелини то је култура Колхида.

## Језици Абхазије
Језици који се говоре у Абхазији су абхаски, руски, мингрелски, свански, јерменски и грчки језик. Аутономна Република је 2007. године усвојила закон којим се абхаски језик дефинише као једини државни језик Абхазије. Као такав, абхаски је неопходан језик за законодавне и извршне расправе (са преводом са и на руски) и најмање половина текста свих часописа и новина мора бити на абхаском.

### Абхазки језик
Абхаски језик припада северозападној, абхаско-адигеској групи кавкаских језика. Данас је представљен као два дијалекта, и то: апсуа бвзшиа (са сјевера) и, књижевније, апшија (са југа). Сваки од њих се активно користи од 1931. године, након што је Абхазија добила статус аутономне републике под руководством СССР-а. Језик је распрострањен у Турској, Аџари, а такође и у Сирији. Према једном од таквих података, до 1993. године број људи који говоре абхаски у Грузији достигао је 101.000, а овим језиком је говорило укупно 152.740 људи.

#### Карактеристике абхазког језика
Абхаски језик се одликује обиљем сугласника и недостатком самогласника. Стандардни абхаски језик је базиран на дијалекту абжиуа. Абжиyа има 58 сугласника, док дијалект Бзип има 67 сугласника. Пронађена су два самогласничка фонема, а и ə. Као резултат комбинације и асимилације, може се формирати као О, И или У. Абхаска морфологија је окарактерисана као аглутинација. Оно што разликује абхаски језик од других кавкаских језика јесте одбацивање ротације, коју глагол признаје. Именица је подељена на два дијела: духовни и бездушни. Они су груписани према класама као што су: дефинисана именица, неодређена, присвојна, бројна, редна, итд. Квалитативни придјев се појављује послије именице. Глаголи који изражавају покрет имају све врсте времена и падежа. Што се тиче килограма, у Абхазији постоје императив, индикатив, условни килограми, везе, дефинисани и неодређени облици. Ту су и уметци. Главна реченица је глагол, иако се не налазе сложене реченице. Ономатопеја је важан део Шекспира, који има велико место у абхаском језику. У рјечнику абхаског језика налазимо ријечи позајмљене из различитих језика, као што су руски, турски и персијски.
- Абхазијска ћирилица, уџбеник аутора Андреј Максимович Чочуа (1909)
- Тастатура на абхазком језику
- Поређење грузинског и абхазког писма
- Абхазијска латиница заснована на алфабету коришћеном у периоду 1928–1938. године са одговарајућим актуелним ћириличним словима и ИПА изговором.

## Абхаска књижевност
Писана абхаска књижевност појавила се почетком 20. вијека, иако је традиција абхаског усменог говора прилично богата. Абхази, заједно са другим кавкаским народима, дијеле сложени Нарт еп - серију бајки о митским јунацима . Ово дјело такође укључује пјесме пљачкаша и ловаца, сатиричне пјесме, пјесме о кавкаским ратовима и разне ритуалне пјесме.
Један део истраживача сматра 1912. годину почетком историје абхаске фантастике, када је у Тбилисију на абхаском језику објављена прва збирка поезије Дмитрија Гулије од 38 страница „Песме и частошке”. Међутим, један дио пјесама обухваћених овом збирком написан је 1906., 1907., 1909., 1910. и 1911. године, што даје основу да се 1906. година одреди као датум настанка абхаске белетристике, а сматра се да је Димитри Гули бити оснивач абхаске књижевности.
Први абхаски писац по националности био је Гиорги Шарвашидзе, син последњег принца Абхазије, пјесник, драматург, публициста и јавна личност, сарадник грузијског народног покрета Тергдалеулеби (патриотско-демократски правац грузијске просвјетне мисли), који је углавном писао на грузијском језику.
Прве новине у Абхазији, под називом Абхазети, које је уређивао Дмитри Гулија, појавиле су се 1917. године, када је Абхазија била дио независне Републике Грузије. Заменио га је „Апсни Капши“ (што значи Црвена Абхазија) након што је совјетска власт проглашена у земљи. У наредним деценијама појавило се неколико нових дијела, међу којима је и новела Дмитрија Гулије „Под чудним небом” (1919). Остали писци су Самсон Чанба („Мухаџири и неколико других драма”), Ива Когхонија („Абхаске пјесме”, 1924.) и Мушни Ахашба.
Традиционална абхаска усмено-поетска прича одиграла је огромну улогу у формирању и еволуцији абхазског књижевног језика. Томе су допринели абхаски писци, пјесници и драмски писци.

### Школска књижевност Абхазије
Абхаска азбука је настала у 19. вијеку. Андреј Чочуа је абхаски педагог и један од оснивача абхаске књижевности за дјецу. Школски уџбеници припадају његовом перу: „Абхаска азбука“, која се и данас учи у абхазијским школама уз неколико измјена. „Абхаски језик. Даља књига о азбуци“ (1922); „Абхаски језик. за ученике другог разреда“ (1920); „Абхаски језик за ученике трећег разреда“ (1920). Ове књиге су састављене на педагошким принципима „Матерњи језик“ и „Руско слово“ Јакоба Гогебашвилија. Укључују прилагођене узорке абхаске усмености, библијске приче, оригиналне приче које је креирао сам аутор, као и преводе дјечјих дјела руских и грузијских писаца.
Међутим, до Руске револуције 1917. године, једине књиге објављене на абхаском језику биле су азбучник, уџбеници и неколико књига Дмитрија Гулија.
Један од оснивача абхаске омладинске књижевности био је Антон Чукбари, који је 1908. године у Тбилисију објавио уџбеник „Абхаски језик за абхаске школе“, а 1910. године дјело „Живот у близини (за више разреде основних школа)“. Ове двије књиге укључују узорке абхаског говора, А. Чукбаријева дјечја дјела и приче у преводу са руског и Криловљеве басне.
Д. је одиграо велику улогу у развоју абхаске фантастике 1919. године. „Абхаски књижевни круг“ који је основао Гулија у Мајсторској (педагошкој) богословији у Сухумију, који је издавао руком писани часопис „Шарфиетсва“ („Јутарња звезда“).

### Књижевност Абхазије 1921-1940. године
Краљевина Абхазија 1921-1940. године
- 1920-1940 - узорци грузијске, руске и светске књижевности интензивније су превођени на абхаски језик.
- 1928. - Основан је абхаски огранак Удружења пролетерских писаца Грузије, који је касније претворен у Удружење пролетерских писаца Абхазије.
- 1925. - На иницијативу академика Николаса Марија основана Академија за абхаски језик и књижевност.
- 1930. - академија је укинута због недостатка стручног научног кадра.
- 1931. - умјесто Академије основан Абхаски институт за језик, књижевност и историју.
- 1933. - Основан Савез совјетских писаца Абхазије.
- 1932-1935. - Излазе новине на абхаском, грузијском, руском и грчком језику "Абхазетски совјетски писац".
- 1932-1939. - Излази књижевни часопис на абхаском језику "Апсни Капш" ("Црвена Абхазија").
- 1931-1940. - Абхаска фантастика ојачана је појавом нове генерације писаца.[11]

### Књижевност Абхазије током Другог свјетског рата
1941-1945, Други свјетски рат је додао нову идеологизовану тему, антифашизам, раније успостављеним темама у абхаској књижевности. Практично сви абхаски писци су писали антифашистичка дјела (пјесме, поеме, приповјетке, драме) и ојачали совјетску идеологију. У овом периоду били су активни писци: Д. Срце, С. Чанба, И. Папаскири, М. Међу младим писцима истицали су се Ахашба, Заз (Владимир) Дарсалија итд., пјесници Баграт Шинкуба и Иване Тарба, који су привукли пажњу чим су се појавили на књижевној сцени.

### Абхаска књижевност у периоду послије Другог свјетског рата
Послије Другог свјетског рата, абхаска књижевност се даље развија. Књижевницима претходних генерација придружили су се млади људи. Успоставили су нове начине књижевног изражавања. Током овог периода, Мушни Ласуриа је поново превео пјесму Шоте Руставелија „Човек леопард“ на абхаски језик, за шта је награђен наградом Шота Руставели. Такође, преведени су скоро сви значајни примјери грузијске класичне и модерне књижевности, укључујући и дјела грузијских писаца 20. вијека, почев од превода Јакова Чуртавелија „Мучеништво Свете Краљице Шушаник“.

### Абхаски писци
Познати абхаски писци су Дмитри Гулиа, Баграт Шинкуба, Фазил Искандер, Самсон Чанба, Иване Папаскири, Алексеј Гогуа, Ива Когхониа, Фазил Искандер, Гиорги Шарвашидзе, Николас Мари, Антон Чукбар, Андреи Чочуа, Мусхни Ахашба, Заз (Владимир) К Лакраба, Микха Дарсали, Владимир Агрба, Отар Демирј-Ифа, Јакуф Чанба, Шалва Цвијба, Леонти Лабакхуа, Киазим Агума, Алеки Јонуа, Чичико Јонуа, Петре Ануа, Сергеи Цабриа, Камуг Хуртсилава, Шалва Ториа, Китса Ашба, Сандро Сангулиа, Шалва Чириа, Владимир Капба, Рауфбеи Јопуа.
- Пригодни новац од 10 апсара са профилом Дмитрија Гулије
- Сребрни новчић „Самсон Чанба“ номиналне вредности 10 апсара из серије „Изванредне личности Абхазије“
- Полеђина комеморативног новчића од 10 апсара искованог 2009. године са ликом Баграта Шинкубе
- Искандер одликован Орденом заслуга за отаџбину, 2010. године
- Јакоб Гогебашвили
- Гиорги Шарвашидзе
- Николас Мари

## Абхазијски фолклор

### Опис абхаског фолклора
Абхаска култура је богата својом народном поезијом и пјесмама, плесом и музиком. Абхаске народне пјесме су једна велика комбинација вокалне мелодије и пјевања. Древне паганске, идолопоклоничке пјесме до данас су донеле осебујне књижевне пјесме, бајке, легенде, митови, саге и аутохтоне пословице.
Вишегласје је карактеристично обиљежје абхаске народне пјесме. Обично тенор почиње да пјева, а затим се остали пјевачи полако придружују, пјевајући исту мелодију у нижем регистру. Изванредна чињеница је да ни једну народну пјесму нису компоновале жене, осим абхаских успаванки и погребних пјесама. Најстарије пјесме су везане за лов и сличне обреде. Релативно нове пјесме величају приватне народне хероје: Хаџхарат Кахба, Салуман Бгажба и друге. Данас је познато много различитих серија обредних пјесама које су се изводиле као нека врста ритуала за ублажавање страдања рањеника. Абхаске традиционалне пјесме жалости и плеса у кругу су веома упечатљиве и изражајне. Традиционална абхаска свадба састојала се од позоришних представа, праћених плесовима и пјесмама које одговарају специфичној ситуацији.
Најважнији примјери абхазијског епа су древне саге о Нарцију и Абрскилију (према легенди, Абхазијски Прометеј који се борио са боговима). Нартичке саге су најкарактеристичније за људе сјевернокавкаског поријекла, међутим, са становишта многих научника, абхаска верзија ове врсте сага припада архаичном периоду. Саге нам говоре о стотинама браће и њиховој јединој сестри Гунди и уопште о њиховим животима, којима је прилично строго владала њихова млада и мудра мајка по имену Сатанаја-Гуаша. Главни центар сага, главно полазиште је најмлађи брат Сасриква. Његове веома занимљиве и опасне авантуре су основа епова.
Легенде о Абсркилу не припадају архаичном, већ релативно модерном периоду. Због тога што је отишао против воље богова, у знак казне, Абсркил је ухваћен и затворен у пећини Отапи, која се налази у региону Очамчир и данас је позната као пећина Абсркил.

### Музика и плес
Традиционални абхаски музички инструменти састоје се од жица, труба и бубњева. Најпознатији жичани инструмент је афиартса, двожични инструмент са танким оквиром налик прстима који се свира гудалом. Ајума је инструмент који је такође био широко коришћен у абхазијском фолклору, који има троугласти облик и 14 жица. Ајума се преводи као „дворучан“ јер музичар држи ајуму коленом и истовремено свира на овом инструменту са обје руке.
Једна компонента трубе је аркарпин, свирала са три или више рупа украшена украсним орнаментима.
Удараљке се састоје од разних врста бубњева и звона, који су коришћени и за плашење птица да не оштете усјев кукуруза. Овај посљедњи инструмент при вртењу емитује прилично висок звук и коришћен је као главна музичка пратња, посебно у извођењу фолклорних игара.
Плес је најраспрострањенији и најпопуларнији облик народног наступа у Абхазији. Абхазија има неколико професионалних плесних школа, као и неколико кореографских студија посебно за дјецу да уче умјетност и културу абхазијског плеса. Различите плесне трупе изводе народне игре, ритуалне игре, бодеже и чадаре (традиционална одјећа са високим, квадратним рукавима) и традиционалне кавкаске игре.

### Народна ношња
Традиционална одјећа је важан елемент у абхаској култури. Некада су људи бирали стил одјевања на основу мјеста становања, које се дјелило на двије категорије: одјећу за свакодневне и посебне прилике и одјећу за разне ритуале или догађаје.
Чоха (или черкеска) је древна одјећа и вреди напоменути да је истакнути представник абхаске традиционалне културе за мушкарце, посебно одјеће, и ужива велику популарност. Носио се углавном уз панталоне, кошуљу или мајицу на копчање, кожне ципеле (у народу познате као „Азијати”) и, у ријетким случајевима, ципеле од посебно одабране козје коже. На цјеваницама је било потребно носити посебне гамаше испод кољена и направити штитнике за кољена. Поред тога, човкек је на глави носио кабалу са чудним чворовима.
За абхазијског коњаника био је неопходан набад – дугачак огртач са косом у облику плетенице на раменима. Такав капут давао је коњанику посебно изражен изглед.
Традиционална одећа Мандилоса састојала се од неколико основних елемената: дугачка хаљина, кошуља, 2 сукње или панталоне са порубом, посебно код хаљине, шешир или посебан шал омотан око главе. Мандилосан је имао украсне украсе око струка омотане око слојева одјеће. Хаљина и доњи дио су углавном били ткани или од памучног сомота. Ова хаљина је била прилично тјесна на раменима, а затим се све више ширила према струку.
Алабаша - веома јак (јак) дрвени производ са гвозденом основом, који је направљен од нечега попут куке. Сматрало се једним од симбола традиционалног изгледа. Ово је штап за ходање који се сматрао најосновнијим оружјем. Коришћен је и као постоље (уздигнуто мјесто на коме човјек стоји током говора). Када се човјек закопао у земљу и наслонио на њу, то је значило да има шта да каже.

## Религија
Религија у Абхазији (Попис становништва у Абхазији, 2011.)
Становништво (укључујући све етничке групе) Абхазије су већински православни хришћани и сунитски муслимани. Већина етничких Јермена који живе у Абхазији припадају Јерменској апостолској цркви. Међутим , већина људи који се изјашњавају као хришћани или муслимани не присуствују вјерским службама. Ту је и веома мали број Јевреја, Јеховиних свједока и сљедбеника нових религија. Организација Јеховиних свједока званично је забрањена од 1995. године, иако се декрет тренутно не спроводи.
Према уставима Грузије, Аутономне Републике Абхазије и де факто Републике Абхазије, присталице свих религија (као и атеисти) имају једнака права пред законом.
Абхазија је призната од стране источног православног свијета као канонска територија Грузинске православне цркве, која није била у могућности да дјелује у региону од рата у Абхазији. Тренутно, вјерским пословима локалне православне хришћанске заједнице управља самонаметнута "Епархија Абхазије" под значајним утицајем Руске православне цркве.
Абхаски неопаганизам, или Абхаска изворна религија, је савремена поновна појава етничке религије Абхаза у Абхазији, ревитализација која је започела 1980-их година. Најважнија света мјеста религије су Седам светилишта Абхазије, од којих свако има свој свештенички клан, гдје су ритуали и молитве почели да се обнављају 1990-их година. Према попису из 2003. године, 8% становништва Абхазије се придржава абхаског неопаганизма. У Сухумију је 3. августа 2012. године званично конституисан Савјет свештеника Абхазије. У наредним мјесецима разговарало се о могућности да се Абхази постану једна од државних религија.</ref> Седам светилишта Абхазије поштује већина етничких Абхаза, укључујући хришћане и муслимане. Абхази су често подизали паганска светилишта на местима древних грузијских цркава или у нецрквеним црквама.
- Симбол Абхаске православне цркве
- Питсунда Катедрала или Катедрала Св. Андреја Апостола, сједиште Абхаске епархије
- Манастир Гелати,касније сједиште католика Абхазије
- Џамија, Сухуми
- Синагога, Сухуми
- Евангеличко-лутеранска црква Св. Јована, Сухуми
- Поглед на планину Лашкендар са пијаце, Ткварчал.
- Остаци храма у гори Лашкендар

## Образовање
До 19. вијека млади људи из Абхазије обично су добијали образовање углавном у вјерским школама (муслимани у медресама и хришћани у богословијама), иако је мали број дјеце из богатих породица имао прилику да путују у стране земље ради образовања. Прве модерне образовне институције (и школе и факултети) у Абхазији основане су крајем 19. и почетком 20. вијека и брзо су расле до друге половине 20. вијека.
Дјеца у Абхазији почињу своје образовање у доби од 6 година, а дипломирају са 17 година. Званичне процјене стављају укупан број школске дјеце на око 28.000 који су уписани у 155 школа. Руски језик се учи у свим школама.
До средине 20. вијека, Сухуми је постао дом за највеће образовне институције (и високошколске установе и факултети за техничко стручно образовање и обуку (ТВЕТ)) и највећа студентска заједница у Абхазији. На примјер, број студената порастао је са неколико десетина у 1920-их на неколико хиљада у 1980-их.
Према званичним статистичким подацима, Абхазија има 12 ТВЕТ факултета (од 2019. године, процјена) који пружају образовање и стручно оспособљавање младима углавном у главном граду, иако постоји неколико факултета у свим већим окружним центрима. Независне међународне процјене указују на то да ови факултети тренирају у око 20 различитих специјалитета који привлаче између 1200 и 1500 младих људи годишње (узраста између 16 и 29) (од 2019. године, процјена). Највећи факултети су следећи:
- Абхаски Мултииндустриал факултет (1959) (од 1959 до 1999 - Трговачка и кулинарска школа у Сухумију),
- Државни факултет Сухуми (1904) (од 1904 до 1921 - Реална школа у Сукхумију; од 1921 до 1999 - Индустријска техничка школа у Сухумију),
- Умјетнички факултет у Сухумију (1935),
- Медицински факултет у Сухумију(1931)

Високо образовање у Абхазији тренутно представља један универзитет, Абхаски државни универзитет, који има посебан статус у образовном систему у Абхазији и управља сопственим буџетом. Између 2000. и 2020. године, мали број матураната из Абхазије стекао је високо образовање у другим земљама у оквиру различитих програма стипендирања и тема које покривају дипломско, магистарско и докторско образовање.
Абхаски државни универзитет (1979), има свој кампус који је дом за 42 одељења организована у 8 факултети који пружају образовање за око 3300 студенти (од 2019, итд.).
- Абхаски државни универзитет, грб
- Абхаски државни универзитет, 2013.
- Главна зграда Универзитета
- Музички колеџ А. Ч. Чичба у Сухумију
- Новчић "Абхазијски државни универзитет – 85", 10 апсара, 2017, сребро 925 (са селективном позлатом), наличје
- Новчић "Абхазијски државни универзитет – 85", 10 апсарс, 2017, сребро 925, наличје

## Спорт
Фудбал је био најпопуларнији спорт у Абхазији током совјетских времена. Главни клуб републике, Динамо Сухуми, играо је углавном у нижим лигама совјетског фудбала. Међутим, Абхазија је произвела неколико фудбалских талената који су играли у врхунском грузијском тиму Динамо Тбилиси и у другим совјетским тимовима. Рођени Абхазији Виталиј Дараселиа, Никита (Мкртих) Симониан, Автандил Гогоберидзе, Нијиазбеј Дзиапсхипа, Гиорги Гавасхели, Темури Кетсбаја и Ахрик Цвеиба су били најистакнутијим фудбалери из овог подручја у Совјетском Савезу. У 2016. години Абхазија је била домаћин и освојила ЦОНИФА Свјетско првенство у фудбалу.
Већина становништва Абхазије има руско држављанство, тако да абхазијски спортисти учествују на међународним такмичењима као руски држављани. Они су имали своје највеће успјехе у боксу (2005 Европски шампион Давид Арсхба; добитник награде Руско првенство у боксу 2006. Аслан Акхба) и рвање слободним стилом (Денис Царгуш побједник American Airlines Freestyle Wrestling Tournament 2006.).
Кошаркашка репрезентација Абхазије одиграла је своју прву утакмицу са кошаркашком репрезентацијом Турске Републике Северни Кипар 27. маја 2015. године, коју је Абхаски тим добио са 76-59. Абхаски кошаркашки тим "Апсни" такође игра у трећем рангу руске кошаркашке лиге у Краснодарском крају.
Од 2000. године тенис је постао све популарнији међу дјецом школског узраста у Абхазији. Неколико тенисера из Сухумија учествовало је на националним такмичењима у Русији и играло на великим међународним такмичењима под руском заставом. На примјер, тенисер Ален Авиџба учествовао је на Дејвис купу 2016. године, а Амина Ансхба освојила је сребрну медаљу на међународном турниру у Турској 2017. године. У ствари, према званичним информацијама из тениских портал.ру највеће достигнуће у каријери Амине Ансхбе било је 355. место на ранг листи међу женама у 2020. години.
- Карнет поштанске марке Абхазије: Легенде абхаског фудбала, Поште Абхазије, 30. новембар 2009.
- Динамо стадион (реконструкција), 2014. Сухуми, Абхазија
- Фудбалски стадион у Гагри посвећен Дауру Акхвледианију

## Музеји
Музеји у Абхазији укључују сљедеће.
| Назив музеја                 | Регион | Локација  | Фотографија | Тип музеја | Напомена | Координације |
| ---------------------------- | ------ | --------- | ----------- | ---------- | -------- | ------------ |
| Абхазијски државни музеј     | Гагра  | Сухуми    |             | Државни    | [ 32 ]   |              |
| Хетсуријанијев музеј         |        | Лидзава   |             |            | [ 33 ]   |              |
| Историјски музеј Абаат       |        |           |             | Историјски | [ 33 ]   |              |
| Стаљинова дача               |        | Нови Атос |             |            | [ 33 ]   |              |
| Музеј Абхазијског Краљевства |        |           |             |            | [ 33 ]   |              |
| Музеј војне славе            |        | Нови Атос |             | Војни      | [ 33 ]   |              |

## Кухиња
Абхазијска кухиња користи многе зачине и орахе. Најпопуларнија јела из Абхазије су Абита (Абыста, каша од кукуруза, слична Маргал Гоми), Апирпилчапа (Апырпылчапа, бибер кожа пуњена сосом од ораха), Ачма (Ачма, варијација Хачапури), Аритсвмгели (Арицвмгели, кукурузни хлеб са орасима), Ачаш (Ачаш, абхаз чуду, са сиром), Ачапа (Ачапа, пасуљ са орасима) и Акутагхчапа (Акутагьчапа, тврдо кувана јаја пуњена орасима, слично пуњеним јајима). Најпопуларнији десерт је Акуаруар, колачић са медом. Аџика је вруће, зачињено, али суптилно укусом сос или паста, често се користи за укус хране. Аџика се такође продаје као сува мјешавина зачина. Абхазијска вина укључују Лихни, Апсни и Анакопија.
- Аџика из Мегрелије
- Зелена аџика
- Абхазијска кухиња
- Вина у Абхазији